# Киоприс-Висконе
Кио̀прис-Виско̀не (на италиански: Chiopris-Viscone; на фриулски: Cjopris e Viscon, Чоприс е Вискон) е община в Северна Италия, провинция Удине, автономен регион Фриули-Венеция Джулия. Разположена е на 33 m надморска височина. Населението на общината е 649 души (към 2010 г.).
Административен център на общината е село Киоприс (Chiopris).